# 伊號第百七十八潛艦
伊号第一七八潜水舰（いごうだいひゃくななじゅうはちせんすいかん）是大日本帝国海军的一艘潜水艇。伊一七六型潜水舰的3号舰。1943年确认在澳大利亚以东沉没。

## 艦歷
- 1941年（昭和16年）5月12日 - 在三菱重工业神户造船所开工建造
- 1942年（昭和17年）7月16日 - 下水
  - 12月26日 - 竣工
- 1943年（昭和18年）3月30日 - 从吴港出港，经楚克进入南太平洋
  - 4月27日 - 在悉尼以东海域击沉美国商船莉迪亚·M·蔡尔德号 (Lydia M. Child)
  - 5月18日 - 回到楚克做休整。
  - 6月4日 - 为支援澳大利亚方面作战而从楚克出击，此后下落不明
  - 8月4日 - 喪失認定
  - 8月25日 - 推测在圣埃斯皮里图遭美国海军驱逐舰帕特森号（英语：USS Patterson (DD-392)）攻击而沉没
- 1944年（昭和19年）3月1日 - 除籍

## 歴代艦長

### 艤装員長
1. 宇都木秀次郎 少佐（1942年11月25日-）

### 艦長
1. 宇都木秀次郎 少佐（1942年12月26日-）

## 同型艦
Template:伊一七六型潜水艦